# Shayne Bolton
Pour les articles homonymes, voir Bolton.
Pas d'image ? Cliquez ici

a Compétitions nationales et continentales officielles uniquement.

b Matchs officiels uniquement.
Dernière mise à jour le 21 juillet 2025.
Shayne Bolton, né le 29 juin 2000 à Pretoria (Afrique du Sud), est un joueur sud-africain et international irlandais de rugby à XV jouant aux postes d'ailier ou de centre au Connacht depuis 2021.

## Biographie

### Jeunesse et formation
Shayne Bolton naît et grandit à Pretoria en Afrique du Sud. Il est d'origine irlandaise par sa grand-mère née en Irlande et peut donc représenter ce pays. Il est très proche de cette dernière et possède d'ailleurs un accent irlandais quand il parle anglais, alors que sa langue natale est l'afrikaans. Il joue au rugby à XV dans des petites écoles locales sans jamais passer par les grandes écoles où le niveau sportif est élevé. Il joue aussi pour les Blue Bulls en moins de 16 ans et moins de 18 ans avant de rejoindre le centre de formation des Cheetahs.

### Carrière professionnelle
En 2021, l'entraîneur du Connacht, Andy Friend (en), au courant des origines irlandaises de Shayne Bolton, le contacte pour le recruter,. Alors qu'il a peu d'opportunités dans son pays natal, il accepte cette proposition. Dès l'année de son arrivée en Europe, il fait ses débuts professionnels lors de la sixième journée de la saison 2021-2022 du United Rugby Championship contre les Ospreys. Pour sa première, il marque un essai permettant à sa nouvelle équipe de s'imposer 46 à 18,.
Les saisons suivantes, à cause de nombreuses blessures, Shayne Bolton joue peu, participant à seulement seize rencontres en trois ans,. Malgré ces absences, il prolonge son contrat de deux ans à la fin de la saison 2023-2024.
À son arrivée, Bolton joue au poste de centre. Cependant, il est repositionné au poste d'ailier et se révèle ensuite,. Notamment durant la saison 2024-2025, où il est d'abord appelé avec l'équipe d'Emerging Ireland (en) pour la tournée en Afrique du Sud. Au mois de février 2025, il joue pour la première fois avec l'équipe d'Irlande A (en) contre l'Angleterre A et marque un essai au cours du match perdu 28 à 12. Dans le même temps, il est sélectionné pour la première fois de sa carrière en équipe d'Irlande pour remplacer Mack Hansen blessé durant le Tournoi des Six Nations 2025.
Au mois de juillet 2025, il fait ses débuts avec l'Irlande contre le Portugal, inscrivant deux essais pour sa première cape, lors d'une victoire record 106 à 7 des Irlandais,.